# Malinniki
Malinniki (dodatkowa nazwa w języku białoruskim Mаліннікі; w miejsc. gwarze Malinnyki), Maleniki – wieś w Polsce położona w województwie podlaskim, w powiecie bielskim, w gminie Orla. Leży przy drodze krajowej nr 66.
| SIMC    | Nazwa             | Rodzaj  |
| ------- | ----------------- | ------- |
| 0038209 | Baranowce         | kolonia |
| 0038215 | Malinniki-Kolonia | kolonia |

## O wsi
Wieś jest siedzibą sołectwa Malinniki, w którego skład wchodzi również miejscowość Malinniki-Kolonia. W latach 1975–1998 miejscowość administracyjnie należała do województwa białostockiego.
Wieś zamieszkiwana jest przez mniejszość białoruską. Mieszkańcy Malinnik w codziennych kontaktach posługują się między sobą ukraińską gwarą podlaską, lecz w wyniku uwarunkowań historyczno-geograficznych nie wykształcili ukraińskiej odrębności narodowej przyjąwszy białoruską tożsamość narodową. W Malinnikach działa białoruski zespół folklorystyczny Malinki wykonujący utwory ludowe w tutejszej gwarze.

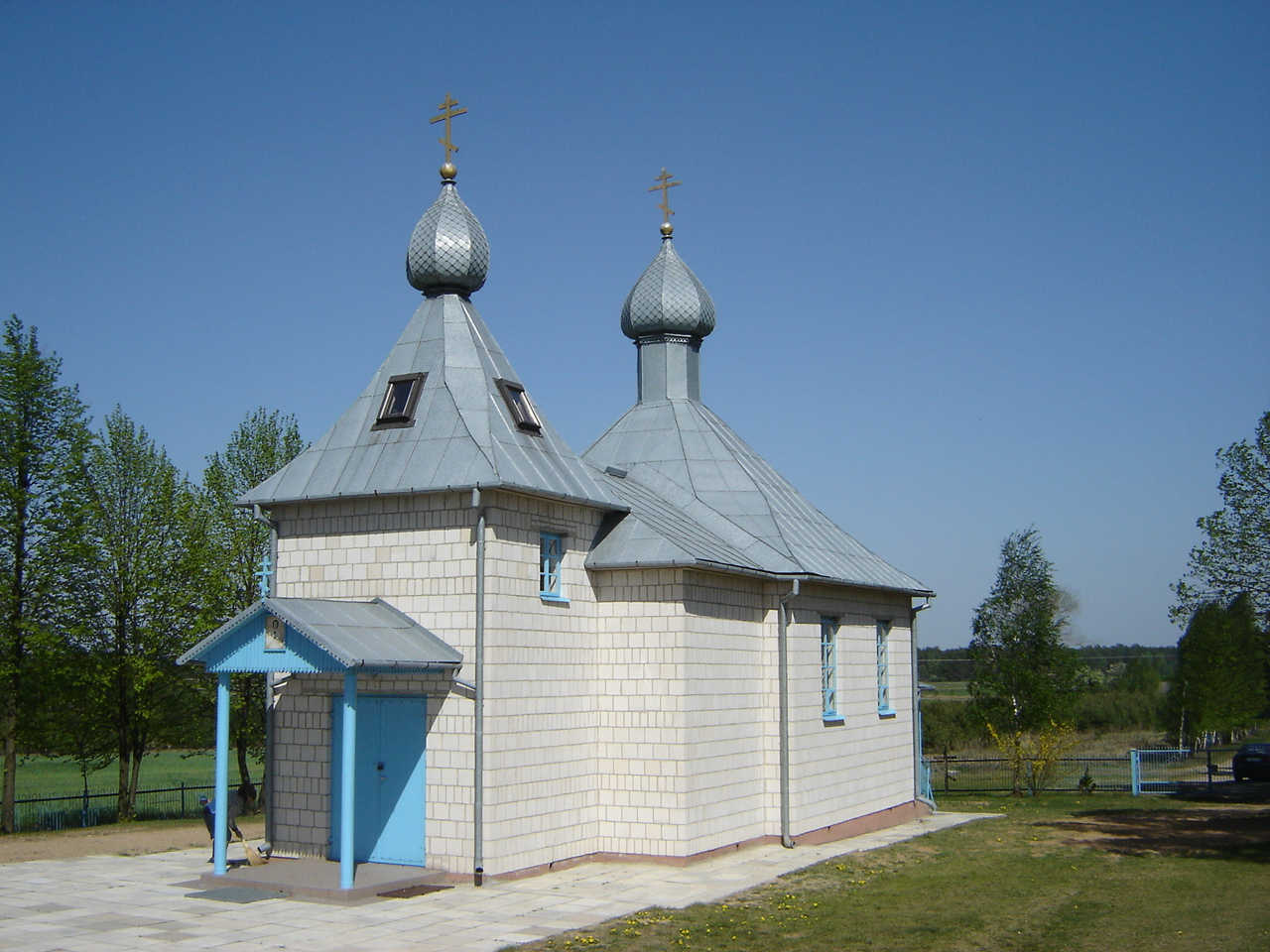
Cerkiew cmentarna pw. św. Męczennika Młodzieńca Gabriela w Malinnikach

Prawosławni mieszkańcy wsi należą do parafii św. Proroka Eliasza w Podbielu.
W pobliżu wsi znajduje się czynny prawosławny cmentarz z XIX wieku wraz z cerkwią pw. św. Gabriela Męczennika.  Natomiast wierni kościoła rzymskokatolickiego należą do parafii św. Zygmunta w Kleszczelach.
Na przełomie XVIII i XIX wieku wieś Malinniki (i Zaleszany) były własnością generała Karola Malczewskiego, postaci barwnej, zasłużonej dla historii Polski, przyjaciela Klemensa Branickiego i króla Stanisława Augusta. Po jego bezpotomnej śmierci w 1809 roku majątek podzielony   w wyniku dziedziczenia i sprzedaży przetrwał do końca wieku XIX jako trzy majątki niezależne, będące własnością: Aleksandra Malczewskiego, Dymitra Rozwadowskiego i Stanisława Lipnickiego.

## Urodzeni w Malinnikach
- Stefan Kopa – muzyk, folklorysta, popularyzator kultury muzycznej podlaskich Białorusinów